# Slavkov u Opavy (železniční zastávka)
Slavkov u Opavy je železniční zastávka v jihovýchodní části obce Slavkov v katastrálním území Slavkov u Opavy v okrese Opava. Zastávka se nachází v km 6,349 jednokolejné trati Opava východ – Svobodné Heřmanice mezi odbočkou Moravice a dopravnou Mladecko.

## Historie
I když byla železniční trať kolem vesnice Slavkov zprovozněna už 29. června 1892, zastávka na ní zřízena nebyla. To se podařilo až o více než 100 let později, neboť zastávka s názvem Slavkov u Opavy byla dána do užívání 12. května 1993.

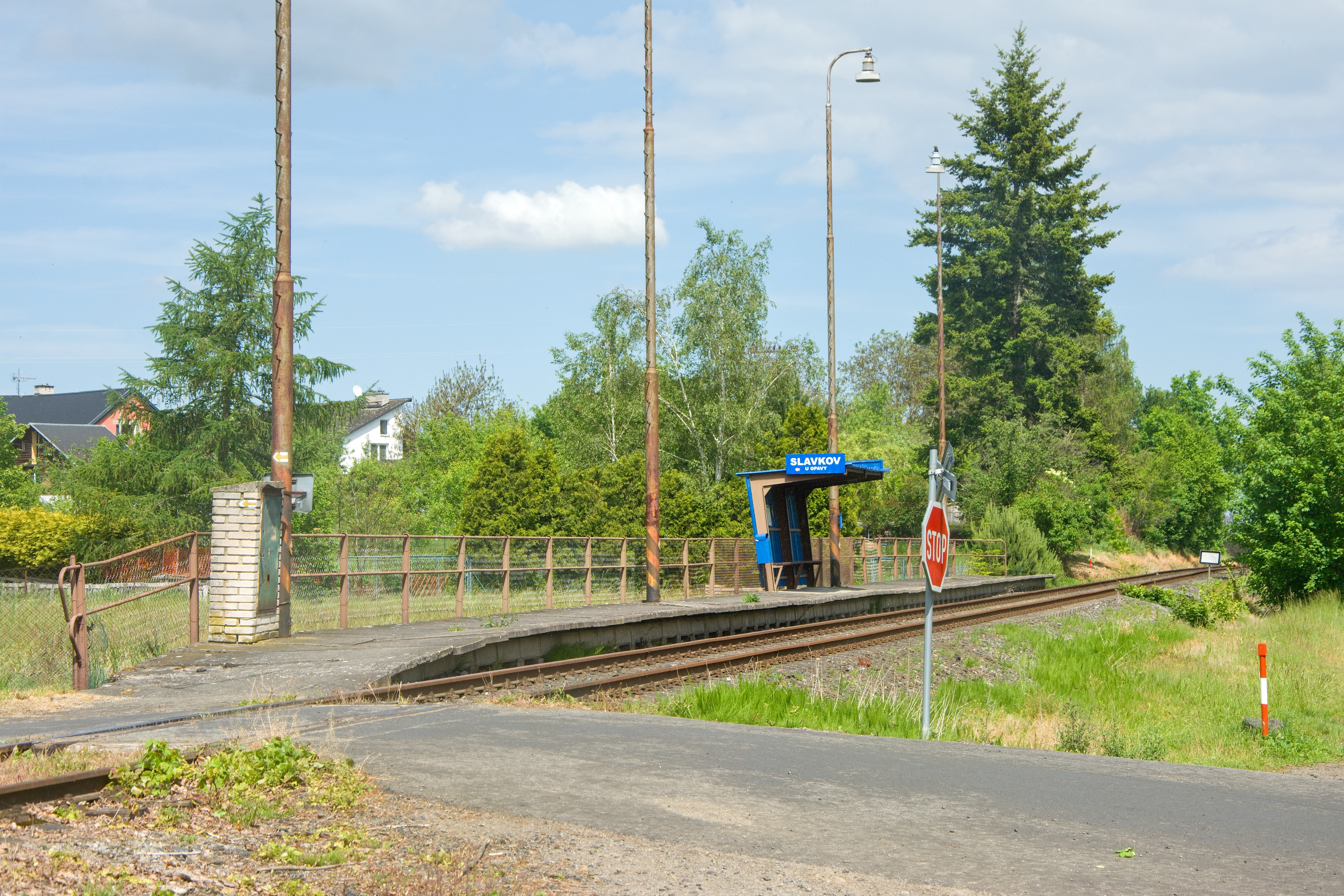
Celkový pohled na zastávku

## Popis zastávky
V zastávce Slavkov u Opavy je u traťové koleje zřízeno vnější jednostranné nástupiště o délce 69 m s nástupní hranou ve výšce 300 mm nad temenem kolejnice. Cestujícím je k dispozici přístřešek.
Přímo u zastávky směrem k Mladecku se v km 6,393 nachází přejezd P7823 zabezpečený výstražnými kříži, na kterém trať kříží účelová komunikace, která je pokračování slavkovské ulice s názvem Černá cesta.